# Równania Eulera-Lagrange’a
Równania Eulera-Lagrange’a, równania Lagrange’a – równania cząstkowe drugiego rzędu, których rozwiązaniami są funkcje, dla których funkcjonał (zadany całką oznaczoną) jest stacjonarny. Stanowią podstawowe równania rachunku wariacyjnego.
Np. dla funkcjonału {\displaystyle S} zależnego od funkcji jednej zmiennej {\displaystyle x(t)} i jej pierwszej pochodnej {\displaystyle x'(t)}
{\displaystyle S=\int \limits _{t_{1}}^{t_{2}}L(x(t),x'(t),t)dt}
równania Eulera-Lagrange’a przyjmują postać:
{\displaystyle {\frac {d}{dt}}\left({\frac {\partial L}{\partial x'}}\right)-{\frac {\partial L}{\partial x}}=0.}
Rozwiązaniami tego równania są funkcje {\displaystyle x(t),} dla których {\displaystyle S} jest stacjonarne, tj. dla funkcji {\displaystyle x_{odch}(t)} niewiele odchylającej się od funkcji optymalnej {\displaystyle x(t)} wartość funkcjonału {\displaystyle S} zmienia się nieznacznie. Jest to warunkiem koniecznym, żeby {\displaystyle S} przyjmowało dla {\displaystyle x(t)} ekstremum.
Postać równań Eulera-Lagrange’a w ogólniejszych przypadkach (wiele funkcji, wiele zmiennych, pochodne wyższych rzędów) omówiono w dalszych rozdziałach artykułu.

## Historia
Równanie Eulera-Lagrange’a zostało wprowadzone przez Leonharda Eulera i Josepha Louisa Lagrange’a w latach 1750 podczas prac związanych z problemem tautochrony.
Lagrange znalazł rozwiązanie tego problemu w 1755 i przesłał je Eulerowi. Obaj rozwijali dalej tę metodę i zastosowali ją w mechanice, co doprowadziło do sformułowania mechaniki lagranżowskiej. Dzięki ich współpracy powstał rachunek wariacyjny (nazwę tę wymyślił Euler w 1766).

## Zastosowania
Równania Eulera-Lagrange’a stosuje się w rachunku wariacyjnym, na przykład szukając najkrótszej drogi (geodezyjnej), biegu promienia światła, czyli linii, dla której droga optyczna jest najkrótsza (zasada Fermata) albo do minimalizacji energii potencjalnej układu (np. krzywa łańcuchowa).

### Mechanika klasyczna
Zgodnie z zasadą Hamiltona układ fizyczny porusza się po takiej trajektorii, że działanie {\displaystyle S} obliczone dla ruchu od chwili {\displaystyle t=t_{1}} do chwili {\displaystyle t=t_{2}} jest stacjonarne, przy czym
{\displaystyle S=\int \limits _{t_{1}}^{t_{2}}Ldt,}
gdzie:
{\displaystyle t} – czas,
{\displaystyle L} – lagrangian.
W mechanice klasycznej lagrangian ma postać:
{\displaystyle L=E_{kin}-E_{pot},}
gdzie:
{\displaystyle E_{kin}} – energia kinetyczna układu,
{\displaystyle E_{pot}} – energia potencjalna układu.
Aby {\displaystyle S} było stacjonarne, {\displaystyle L} musi spełniać równanie Eulera-Lagrange’a dla każdej zmiennej stanu {\displaystyle q_{k}(t){:}}
{\displaystyle {\frac {d}{dt}}\left({\frac {\partial L}{\partial {\dot {q_{k}}}}}\right)-{\frac {\partial L}{\partial q_{k}}}=0,}
gdzie:
{\displaystyle {\dot {q_{k}}}={\frac {dq_{k}}{dt}}.}
Wyrażenia występujące w równaniach Eulera-Lagrange’a mają swoje nazwy:
{\displaystyle {\frac {\partial L}{\partial q_{k}}}=F_{k}} – siła uogólniona (jej {\displaystyle k}-ta składowa),
{\displaystyle {\frac {\partial L}{\partial {\dot {q}}_{k}}}=p_{k}} – pęd uogólniony (jego {\displaystyle k}-ta składowa).

#### Przykład: Maszyna Atwooda

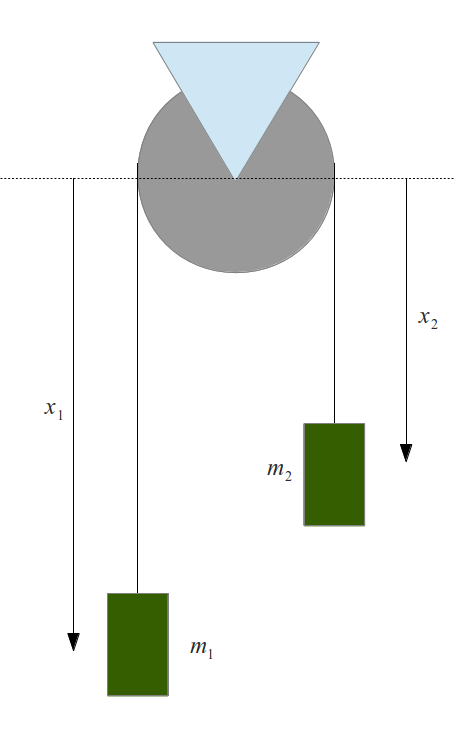
Maszyna Atwooda. i to odległości ciał o masach odpowiednio i od poziomu osi krążka. Do opisu układu potrzebne są dwie współrzędne stanu (i).

Mamy układ dwóch mas {\displaystyle m_{1}} {\displaystyle m_{2}} w stałym polu grawitacyjnym {\displaystyle {\vec {g}}} przewieszonych przez nieważki krążek. Linka, na której wiszą również jest nieważka i nierozciągliwa.
Chcemy znaleźć równania ruchu tych mas.
Mamy:
{\displaystyle E_{kin}={\frac {m_{1}{\dot {x_{1}}}^{2}}{2}}+{\frac {m_{2}{\dot {x_{2}}}^{2}}{2}},}
{\displaystyle E_{pot}=m_{1}g(-x_{1})+m_{2}g(-x_{2}),}
czyli lagrangian ma postać:
{\displaystyle L=E_{kin}-E_{pot}={\frac {m_{1}{\dot {x_{1}}}^{2}}{2}}+{\frac {m_{2}{\dot {x_{2}}}^{2}}{2}}+m_{1}gx_{1}+m_{2}gx_{2}.}
A ponieważ linka jest nierozciągliwa {\displaystyle x_{1}=-x_{2}+C,} gdzie C jest pewną stałą związana z długością linki. Otrzymujemy lagrangian zależny tylko od jednej współrzędnej:
{\displaystyle L={\frac {(m_{1}+m_{2}){\dot {x_{1}}}^{2}}{2}}+(m_{1}-m_{2})gx_{1}+m_{2}gC.}
Składowe równania Eulera-Lagrange’a:
{\displaystyle {\frac {d}{dt}}\left({\frac {\partial L}{\partial {\dot {x_{1}}}}}\right)={\frac {d}{dt}}\left({(m_{1}+m_{2}){\dot {x_{1}}}}\right)={(m_{1}+m_{2}){\ddot {x_{1}}}},}
{\displaystyle {\frac {\partial L}{\partial x_{1}}}=(m_{1}-m_{2})g.}
Z równania Eulera-Lagrange’a:
{\displaystyle {\frac {d}{dt}}\left({\frac {\partial L}{\partial {\dot {x_{1}}}}}\right)-{\frac {\partial L}{\partial x_{1}}}={(m_{1}+m_{2}){\ddot {x_{1}}}}-(m_{1}-m_{2})g=0.}
Rozwiązując względem {\displaystyle {\ddot {x}}_{1},} otrzymujemy stałe przyspieszenie:
{\displaystyle {\ddot {x_{1}}}={\frac {m_{1}-m_{2}}{m_{1}+m_{2}}}g.}
Całkując powyższe równanie dwukrotnie, otrzymamy:
{\displaystyle x_{1}(t)={\frac {m_{1}-m_{2}}{m_{1}+m_{2}}}g{\frac {t^{2}}{2}}+v_{1}(0)t+x_{1}(0),}
gdzie {\displaystyle v_{1}(0)} i {\displaystyle x_{1}(0)} to prędkość i położenie masy {\displaystyle m_{1}} w chwili {\displaystyle t=0.}
Trajektorię drugiego ciała łatwo teraz wyznaczyć:
{\displaystyle x_{2}(t)=-x_{1}(t)+C.}

### Brachistochrona
Brachistochrona to taka krzywa łącząca punkty A i B, że czas ruchu masy punktowej od punktu A do B pod wpływem siły ciężkości {\displaystyle mg} jest minimalny. Problem znajdowania takiej krzywej można rozwiązać przy użyciu równania Eulera-Lagrange’a. W tym przypadku szukamy takiej krzywej {\displaystyle y(x),} żeby czas {\displaystyle t} był minimalny:
{\displaystyle t=\int \limits _{A}^{B}{\frac {ds}{v}},}
gdzie:
{\displaystyle v={\sqrt {2gy}}} – prędkość ciała, której zależność od {\displaystyle y} wynika z zasady zachowania energii,
{\displaystyle ds={\sqrt {dx^{2}+dy^{2}}}={\sqrt {(x'(y))^{2}+1}}dy} – różniczka drogi.
Podstawiając, otrzymujemy:
{\displaystyle t={\frac {1}{\sqrt {2g}}}\int \limits _{A}^{B}{\sqrt {\frac {{x'(y)}^{2}+1}{y}}}dy={\frac {1}{\sqrt {2g}}}\int \limits _{A}^{B}fdy,}
gdzie:
{\displaystyle f={\sqrt {\frac {{x'(y)}^{2}+1}{y}}}.}
Czas ruchu będzie minimalny dla krzywej {\displaystyle x(y)} spełniającej równanie Eulera-Lagrange’a:
{\displaystyle {\frac {d}{dy}}{\frac {\partial f}{\partial x'}}-{\frac {\partial f}{\partial x}}=0.}
Rozwiązując to równanie, otrzymujemy brachistochronę:
{\displaystyle x(\theta )={\frac {1}{2}}k^{2}(\theta -\sin \theta ),}
{\displaystyle y(\theta )={\frac {1}{2}}k^{2}(1-\cos \theta ),}
gdzie {\displaystyle k} to stała zależna od warunków brzegowych, czyli od punktów A i B.

### Krzywa łańcuchowa
Równanie Eulera-Lagrange’a pozwala także wyznaczyć krzywą łańcuchową, która opisuje kształt doskonale nierozciągliwej i nieskończenie wiotkiej liny o niezerowej masie swobodnie zwisającej między dwoma punktami A i B w jednorodnym polu grawitacyjnym {\displaystyle g.} Układ mechaniczny jest w równowadze, gdy jego energia potencjalna jest minimalna. Energia potencjalna wynosi:
{\displaystyle E_{pot}=\int \limits _{A}^{B}\rho gy(x)ds,}
gdzie:
{\displaystyle \rho } – gęstość liniowa linki,
{\displaystyle ds={\sqrt {dx^{2}+dy^{2}}}={\sqrt {1+(y'(x))^{2}}}dx} – różniczka długości krzywej.
Podstawiając, otrzymujemy:
{\displaystyle E_{pot}=\rho g\int \limits _{x_{1}}^{x_{2}}y{\sqrt {1+(y'(x))^{2}}}dx=\rho g\int \limits _{x_{1}}^{x_{2}}fdx,}
gdzie:
{\displaystyle f=y{\sqrt {1+(y'(x))^{2}}}.}
Aby energia potencjalna była minimalna, {\displaystyle f} musi spełniać równanie Eulera-Lagrange’a:
{\displaystyle {\frac {d}{dx}}{\frac {\partial f}{\partial y'}}-{\frac {\partial f}{\partial y}}=0.}
Rozwiązując to równanie, otrzymujemy postać krzywej łańcuchowej:
{\displaystyle y(x)=a\,\cosh \left({\frac {x}{a}}\right),}
gdzie {\displaystyle a} jest stałą zależną od długości liny i położenia punktów A i B.

## Dowód
Niech {\displaystyle x} będzie ciągłą funkcją parametru {\displaystyle t} o zadanych warunkach początkowych i końcowych:
{\displaystyle x\colon \mathbb {R} \to \mathbb {R} ^{n}} i {\displaystyle x(t_{1})=x_{1},x(t_{2})=x_{2}.}
Mamy daną funkcję {\displaystyle L(x,x',t)} i szukamy takich {\displaystyle x(t),} żeby {\displaystyle S[x]=\int \limits _{t_{1}}^{t_{2}}Ldt} było stacjonarne.
Załóżmy, że {\displaystyle x_{0}} jest takim rozwiązaniem.
Wprowadźmy do rozważań parametr {\displaystyle \alpha \in \mathbb {R} } niezależny od czasu oraz funkcję ciągłą {\displaystyle \varphi (t)} taką, że {\displaystyle \varphi (t_{1})=0} oraz {\displaystyle \varphi (t_{2})=0.}
Jeżeli przyjmiemy, że {\displaystyle x=x_{0}+\alpha \varphi ,} to zagadnienie sprowadzi się do analizy funkcji jednej zmiennej {\displaystyle \alpha }
{\displaystyle S(\alpha )=\int \limits _{t_{1}}^{t_{2}}L(x_{0}+\alpha \varphi ,{x_{0}}'+\alpha \varphi ',t)dt.}
Gdy {\displaystyle S} jest stacjonarne, to
{\displaystyle {\frac {dS}{d\alpha }}=0,}
{\displaystyle {\frac {dS}{d\alpha }}=\int \limits _{t_{1}}^{t_{2}}{\frac {\partial L}{\partial \alpha }}dt} – twierdzenie Leibniza (o różniczkowaniu pod znakiem całki).
Korzystając ze wzoru na pochodną funkcji złożonej, otrzymujemy:
{\displaystyle 0={\frac {dS}{d\alpha }}=\int \limits _{t_{1}}^{t_{2}}(\varphi {\frac {\partial L}{\partial x}}+\varphi '{\frac {\partial L}{\partial x'}})dt=\int \limits _{t_{1}}^{t_{2}}\varphi {\frac {\partial L}{\partial x}}dt+\int \limits _{t_{1}}^{t_{2}}\varphi '{\frac {\partial L}{\partial x'}}dt.}
Całkując drugi człon przez części, mamy:
{\displaystyle 0=\int \limits _{t_{1}}^{t_{2}}\varphi {\frac {\partial L}{\partial x}}dt+\left[\varphi (t){\frac {\partial L}{\partial x'}}\right]_{t_{1}}^{t_{2}}-\int \limits _{t_{1}}^{t_{2}}\varphi {\frac {d}{dt}}{\frac {\partial L}{\partial x'}}dt.}
Ponieważ {\displaystyle x(t_{1})=x_{1}} dla każdego {\displaystyle x,} więc {\displaystyle \varphi (t_{1})=0.} Podobnie {\displaystyle \varphi (t_{2})=0.} Wobec tego {\displaystyle \left[\varphi (t){\frac {\partial L}{\partial x'}}\right]_{t_{1}}^{t_{2}}=0} i stąd
{\displaystyle 0=\int \limits _{t_{1}}^{t_{2}}\varphi \left({\frac {\partial L}{\partial x}}-{\frac {d}{dt}}{\frac {\partial L}{\partial x'}}\right)dt.}
Ponieważ warunek ten musi być spełniony dla dowolnej funkcji {\displaystyle \varphi (t),} więc otrzymamy równanie
{\displaystyle {\frac {\partial L}{\partial x}}-{\frac {d}{dt}}{\frac {\partial L}{\partial x'}}=0}
stanowiące warunek konieczny istnienia ekstremum funkcjonału {\displaystyle S[x].}

## Uogólnienia dla kilku funkcji, kilku zmiennych, wyższych pochodnych

### Pojedyncza funkcja jednej zmiennej z wyższymi pochodnymi
Wartość stacjonarna funkcjonału
{\displaystyle I[f]=\int _{x_{0}}^{x_{1}}{\mathcal {L}}(x,f,f',f'',\dots ,f^{(k)})~\mathrm {d} x;\;\;f':={\frac {\mathrm {d} f}{\mathrm {d} x}},\;\;f'':={\frac {\mathrm {d} ^{2}f}{\mathrm {d} x^{2}}},\;\;f^{(k)}:={\frac {\mathrm {d} ^{k}f}{\mathrm {d} x^{k}}}}
można otrzymać z równań Eulera-Lagrange’a postaci
{\displaystyle {\frac {\partial {\mathcal {L}}}{\partial f}}-{\frac {\mathrm {d} }{\mathrm {d} x}}\left({\frac {\partial {\mathcal {L}}}{\partial f'}}\right)+{\frac {\mathrm {d} ^{2}}{\mathrm {d} x^{2}}}\left({\frac {\partial {\mathcal {L}}}{\partial f''}}\right)-\ldots +(-1)^{k}{\frac {\mathrm {d} ^{k}}{\mathrm {d} x^{k}}}\left({\frac {\partial {\mathcal {L}}}{\partial f^{(k)}}}\right)=0,}
przy ustalonych warunkach brzegowych dla funkcji i jej pochodnych od pierwszej do {\displaystyle k-1} (tj. dla {\displaystyle f^{(i)},i\in \{0,\dots ,k-1\}}). Punkty brzegowe pochodnej {\displaystyle f^{(k)}} są dowolne.

### Kilka funkcji jednej zmiennej z pochodną I rzędu
Jeżeli mamy funkcje {\displaystyle (f_{1},f_{2},\dots ,f_{m})} zmiennej {\displaystyle (x)} to szukamy extremum funkcjonału
{\displaystyle I[f_{1},f_{2},\dots ,f_{m}]=\int _{x_{0}}^{x_{1}}{\mathcal {L}}(x,f_{1},f_{2},\dots ,f_{m},f_{1}',f_{2}',\dots ,f_{m}')\mathrm {d} x;\;\;f_{i}':={\frac {\mathrm {d} f_{i}}{\mathrm {d} x}}.}
Równania Eulera-Lagrange’a mają postać
{\displaystyle {\frac {\partial {\mathcal {L}}}{\partial f_{i}}}-{\frac {\mathrm {d} }{\mathrm {d} x}}\left({\frac {\partial {\mathcal {L}}}{\partial f_{i}'}}\right)=0,\quad i=1,2,\dots ,m.}

### Pojedyncza funkcja kilku zmiennych z pochodną I rzędu
Jeżeli funkcja zależy od wielu zmiennych jest określona na pewnej powierzchni {\displaystyle \Omega ,} to
{\displaystyle I[f]=\int _{\Omega }{\mathcal {L}}(x_{1},\dots ,x_{n},f,f_{,1},\dots ,f_{,n})\,\mathrm {d} \mathbf {x} ;\;\;f_{,j}:={\frac {\partial f}{\partial x_{j}}}}
osiąga ekstremum, gdy
{\displaystyle {\frac {\partial {\mathcal {L}}}{\partial f}}-\sum _{j=1}^{n}{\frac {\partial }{\partial x_{j}}}\left({\frac {\partial {\mathcal {L}}}{\partial f_{,j}}}\right)=0.}
Dla {\displaystyle n=2} funkcjonał {\displaystyle {\mathcal {I}}} jest funkcjonałem energii; ekstremum jest powierzchnią minimalną (np. bańki mydlanej).

### Kilka funkcji kilku zmiennych z pochodnymi I rzędu
Jeśli trzeba wyznaczyć kilka nieznanych funkcji o wielu zmiennych, takich że
{\displaystyle I[f_{1},f_{2},\dots ,f_{m}]=\int _{\Omega }{\mathcal {L}}(x_{1},\dots ,x_{n},f_{1},\dots ,f_{m},f_{1,1},\dots ,f_{1,n},\dots ,f_{m,1},\dots ,f_{m,n})\,\mathrm {d} \mathbf {x} }
{\displaystyle f_{i,j}:={\frac {\partial f_{i}}{\partial x_{j}}},}
to układ równań Eulera-Lagrange’a ma postać
{\displaystyle {\begin{aligned}{\frac {\partial {\mathcal {L}}}{\partial f_{1}}}-\sum _{j=1}^{n}{\frac {\partial }{\partial x_{j}}}\left({\frac {\partial {\mathcal {L}}}{\partial f_{1,j}}}\right)&=0_{1},\\{\frac {\partial {\mathcal {L}}}{\partial f_{2}}}-\sum _{j=1}^{n}{\frac {\partial }{\partial x_{j}}}\left({\frac {\partial {\mathcal {L}}}{\partial f_{2,j}}}\right)&=0_{2},\\\vdots \qquad \qquad \\{\frac {\partial {\mathcal {L}}}{\partial f_{m}}}-\sum _{j=1}^{n}{\frac {\partial }{\partial x_{j}}}\left({\frac {\partial {\mathcal {L}}}{\partial f_{m,j}}}\right)&=0_{m}.\end{aligned}}}

### Pojedyncza funkcja o 2 zmiennych z wyższymi pochodnymi
Jeżeli nieznana funkcja {\displaystyle f} zależy od dwóch zmiennych {\displaystyle x_{1}} oraz {\displaystyle x_{2}} i jeżeli funkcjonał zależy od wyższych pochodnych funkcji – od pierwszej aż do {\displaystyle n}-tej, tj.
{\displaystyle {\begin{aligned}I[f]&=\int _{\Omega }{\mathcal {L}}(x_{1},x_{2},f,f_{,1},f_{,2},f_{,11},f_{,12},f_{,22},\dots ,f_{,22\dots 2})\,\mathrm {d} \mathbf {x} \\&\qquad \quad f_{,i}:={\frac {\partial f}{\partial x_{i}}}\;,\quad f_{,ij}:={\frac {\partial ^{2}f}{\partial x_{i}\partial x_{j}}}\;,\;\;\dots \end{aligned}}}
to równanie Eulera-Lagrange’a ma postać
{\displaystyle {\begin{aligned}&{\frac {\partial {\mathcal {L}}}{\partial f}}-{\frac {\partial }{\partial x_{1}}}\left({\frac {\partial {\mathcal {L}}}{\partial f_{,1}}}\right)-{\frac {\partial }{\partial x_{2}}}\left({\frac {\partial {\mathcal {L}}}{\partial f_{,2}}}\right)+{\frac {\partial ^{2}}{\partial x_{1}^{2}}}\left({\frac {\partial {\mathcal {L}}}{\partial f_{,11}}}\right)+{\frac {\partial ^{2}}{\partial x_{1}\partial x_{2}}}\left({\frac {\partial {\mathcal {L}}}{\partial f_{,12}}}\right)+{\frac {\partial ^{2}}{\partial x_{2}^{2}}}\left({\frac {\partial {\mathcal {L}}}{\partial f_{,22}}}\right)\\&-\ldots +(-1)^{k}{\frac {\partial ^{k}}{\partial x_{2}^{k}}}\left({\frac {\partial {\mathcal {L}}}{\partial f_{,22\dots 2}}}\right)=0,\end{aligned}}}
co można krótko zapisać w postaci
{\displaystyle {\frac {\partial {\mathcal {L}}}{\partial f}}+\sum _{j=1}^{n}\sum _{\mu _{1}\leqslant \ldots \leqslant \mu _{j}}(-1)^{j}{\frac {\partial ^{j}}{\partial x_{\mu _{1}}\dots \partial x_{\mu _{j}}}}\left({\frac {\partial {\mathcal {L}}}{\partial f_{,\mu _{1}\dots \mu _{j}}}}\right)=0,}
gdzie {\displaystyle \mu _{1}\dots \mu _{j}} są indeksami które przebiegają od 1 do liczny zmiennych, np. tutaj przyjmują wartości od 1do 2. Sumowanie po indeksach {\displaystyle \mu _{1}\dots \mu _{j}} jest takie, że {\displaystyle \mu _{1}\leqslant \mu _{2}\leqslant \ldots \leqslant \mu _{j}} tzn. nie może być sumowania tej samej pochodnej cząstkowej dwa razy – po przestawieniu kolejności zmiennych; np. {\displaystyle f_{,12}=f_{,21}} pojawia się tylko jeden raz.

### Kilka funkcji o kilku zmiennych z wyższymi pochodnymi
Jeżeli jest {\displaystyle p} nieznanych funkcji {\displaystyle f_{i}} zależnych od {\displaystyle m} zmiennych {\displaystyle x_{1}\dots x_{m}} oraz funkcjonał zależy od pochodnych tych funkcji aż do {\displaystyle n}-tego rzędu, tj.
{\displaystyle {\begin{aligned}I[f_{1},\dots ,f_{p}]&=\int _{\Omega }{\mathcal {L}}(x_{1},\dots ,x_{n};f_{1},\dots ,f_{p};f_{1,1},\dots ,f_{p,m};f_{1,11},\dots ,f_{p,mm};\dots ;f_{p,m\ldots m})\,\mathrm {d} \mathbf {x} \\&\qquad \quad f_{i,\mu }:={\frac {\partial f_{i}}{\partial x_{\mu }}}\;,\quad f_{i,\mu _{1}\mu _{2}}:={\frac {\partial ^{2}f_{i}}{\partial x_{\mu _{1}}\partial x_{\mu _{2}}}}\;,\;\;\dots \end{aligned}}}
gdzie {\displaystyle \mu _{1}\dots \mu _{j}} są indeksami o wartościach od 1 do m (tj. do liczby zmiennych), to równania Eulera-Lagrange’a mają postać
{\displaystyle {\frac {\partial {\mathcal {L}}}{\partial f_{i}}}+\sum _{j=1}^{n}\sum _{\mu _{1}\leqslant \ldots \leqslant \mu _{j}}(-1)^{j}{\frac {\partial ^{j}}{\partial x_{\mu _{1}}\dots \partial x_{\mu _{j}}}}\left({\frac {\partial {\mathcal {L}}}{\partial f_{i,\mu _{1}\dots \mu _{j}}}}\right)=0,}
gdzie sumowanie po indeksach {\displaystyle \mu _{1}\dots \mu _{j}} jest takie, by nie powtarzać sumowania samych pochodnych cząstkowych {\displaystyle f_{i,\mu _{1}\mu _{2}}=f_{i,\mu _{2}\mu _{1}}} kilka razy (podobnie jak w podrozdziale powyżej). Można to wyrazić w bardziej zwarty sposób w postaci:
{\displaystyle \sum _{j=0}^{n}\sum _{\mu _{1}\leqslant \ldots \leqslant \mu _{j}}(-1)^{j}\partial _{\mu _{1}\ldots \mu _{j}}^{j}\left({\frac {\partial {\mathcal {L}}}{\partial f_{i,\mu _{1}\dots \mu _{j}}}}\right)=0.}

## Uogólnienia na rozmaitości
Niech {\displaystyle M} będzie gładką rozmaitością oraz niech {\displaystyle C^{\infty }([a,b])} oznacza przestrzeń funkcji gładkich {\displaystyle f\colon [a,b]\to M.} Wtedy dla funkcjonałów {\displaystyle S\colon C^{\infty }([a,b])\to \mathbb {R} } w postaci
{\displaystyle S[f]=\int _{a}^{b}(L\circ {\dot {f}})(t)\,\mathrm {d} t,}
gdzie {\displaystyle L\colon TM\to \mathbb {R} } jest lagrangianem wyrażenie {\displaystyle \mathrm {d} S_{f}=0} jest równoważne warunkowi, że dla wszystkich {\displaystyle t\in [a,b],} każdy układ {\displaystyle (x^{i},X^{i})} w sąsiedztwie {\displaystyle {\dot {f}}(t)} prowadzi do {\displaystyle \dim M} o równaniach:
{\displaystyle \forall i\colon {\frac {\mathrm {d} }{\mathrm {d} t}}{\frac {\partial F}{\partial X^{i}}}{\bigg |}_{{\dot {f}}(t)}={\frac {\partial F}{\partial x^{i}}}{\bigg |}_{{\dot {f}}(t)}.}